# Crepitazione
La crepitazione, o crepitatio, detta anche crepitìo, è un rumore respiratorio sintomo di un'infezione polmonare o di un edema polmonare in corso. Può essere ascoltata tramite lo stetoscopio, sopra l'area interessata durante l'inspirazione.